# Пенкаланг

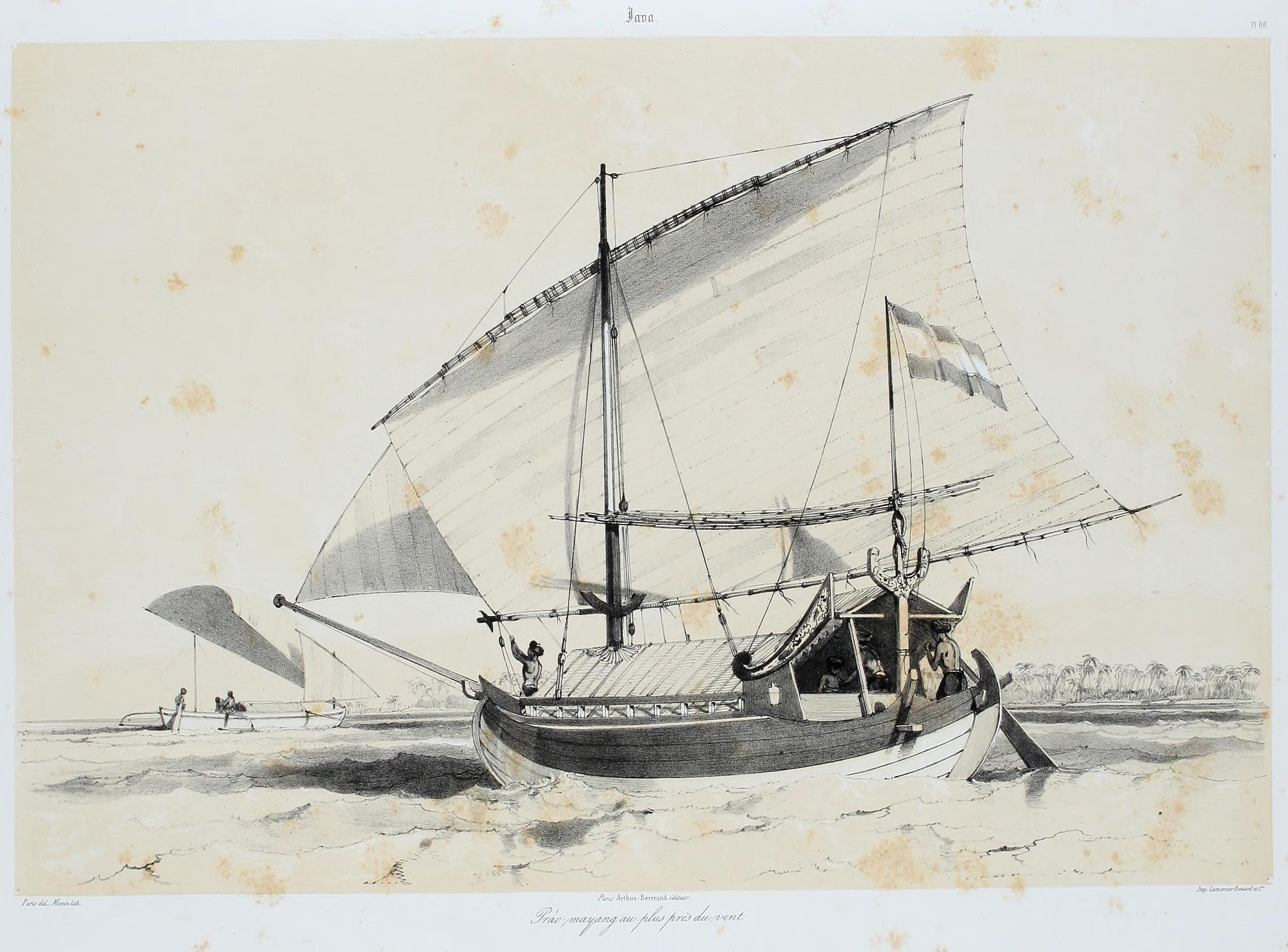
Пенкаланг (неправильно позначений як майанг) з піднятими вітрилами, Ява, 1841 рік

Пенкаланг (індонез. Pencalang) — традиційне торгове судно з острівної Південно-Східної Азії. Історично його називали панчіалланг (індонез. pantchiallang) або панджаланг (індонез. pantjalang). Спочатку такий тип кораблів будувався малайцями на півострові Малакка та в регіоні Ріау на острові Суматра, але згодом був скопійований яванськими корабельниками:20:27. До кінця XVII століття ці кораблі будувались яванськими та китайськими суднобудівниками в Рембангу та його околицях і часто використовувались мореплавцями з островів Балі і Сулавесі.

## Етимологія
Слово пенкаланг походить від малайського слова, яке зараз увійшло в індонезійську мову, а саме calang і mencalang, що означає «розвідувати», «розвідувати» та «підглядати». Тому пенкаланг можна інтерпретувати як «човен, який використовується для шпигунства» або «розвідувальний човен». Відповідно до словника Голландської ОІК, малайське слово pentjalang означає «корабель, який був відправлений на огляд» від слова tjalang, що означає «перспектива» з доданим префіксом pe(n)- як еквівалент англійського суфікса -or/-er.:86.

## Опис

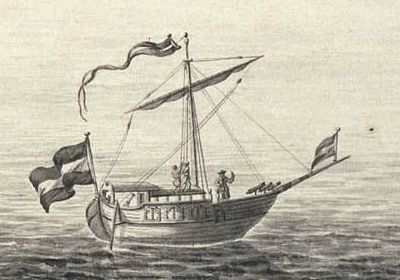
Пенкаланг готується до відплиття в Рембангу. Можна побачити кілька вертлюжних гармат.

Пенкаланг мав одну або дві щогли з палубою, яка покриває весь корпус, і приміщенням посередині для вантажного трюму, закритим нерухомою палубою:27. Пенкаланг має сильно вигнуту передню і задню штевні і кругле днище з кілем. Корабель має важкі поперечні балки і часткову або суцільну палубу. Над більшою частиною корпусу судна побудована рубка. Рульовий захищений дахом. Корабель керується бічним кермовим весло, яке могло кріпитись за допомогою гака з обох боків судна. Рухому щоглу можна було при необхідності опустити на відповідну опору. Корабель був озброєний дуже широке та низьке вітрило танджа на двох рейках. Частина такелажу кріпилась до довгого бушприту. Екіпаж складав 8-20 осіб. Довжина оригінальних місцевих кораблів становила від 10,7 до 16,5 м при ширині від 3,7 до 5,5 м. Осадка від 1,8 до 3,7 м, трохи більша, ніж у тих, що будуються для індивідуальних купців. Для голландської ОІК будувались більші кораблі, що мали довжину 17-18,5 метрів і вантажопідйомністю 20–35 ласт (36–63 метричних тонн) на початку XVIII ст.; пізніше вони стали ще більшими з довжиною до 23 метрів і місткістю 60–80 ласт (108—145 метричних тонн). Кораблі менших розмірів часто використовувались піратами:27.

## Використання
Одна з найдавніших розповідей про пенкаланг відноситься до XV або XVI століття і міститься в малайському легендарному епосі Hikayat Hang Tuah, який було складено не раніше XVII століття. Два пенкаланга і два гураба були використані імперією Маджапагіт для відправки послання та подарунків для покращення відносин з Малаккою:258. Пенкаланг згадується в Hikayat Indraputra як озброєний корабель:200.
Панкаланг переважно використовувався як торгове судно, але іноді його застосовували для ведення війни та піратства. Голландська Ост-Індійська компанія також використовувала ці збудовані в Індонезії судна, щоб мати невелике транспортне судно для використання в індійських водах. Якщо на початку XVIII століття у голландської ОІК були європейські шлюпи та місцеві традиційні пенкаланги, то наприкінці цього століття були побудовані лише пенкаланги. У війні пенкаланг часто використовувався як шпигунське судно-розвідник, яке маскувалось під мирний торговий корабель:1043. Завдяки його чудовим вітрильним здібностям, цей корабель використовувався голландською ОІК для боротьби з піратами.